# Bohdan Shust
Bohdan Romanovytch Shust (Choust) (en ukrainien : Богдан Романович Шуст), né le 4 mars 1986 à Soudova Vychnia (RSS d'Ukraine), est un footballeur international ukrainien. Il joue au poste de gardien de but avec l'Inhoulets Petrove.

## Carrière

### En équipe nationale
Après avoir fait partie de l'équipe d'Ukraine des moins de 21 ans, il a eu sa première une cape internationale en 2006.
Shust participe à la coupe du monde 2006 avec l'équipe d'Ukraine.

## Palmarès
- 4 sélections en équipe nationale.
- Champion d'Ukraine en 2005, 2008 et 2012 avec le FC Chakhtar Donetsk.
- Vainqueur de la Coupe d'Ukraine en 2008 avec le FC Chakhtar Donetsk.
- Vainqueur de la Coupe UEFA en 2009 avec le FC Chakhtar Donetsk.